# Тумба (Швеція)
Ту́мба (швед. Tumba) — місто та адміністративний центр комуни Ботчирка в лені Стокгольм, Швеція. Населення — 38852 жителів у 2010 році. Одна його частина знаходиться в комуні Салем. Банкноти шведської крони друкуються компанією Crane AB в Tumba Bruk. Тумба розташована на півдорозі між Стокгольмом і Седертельє і вважається Стокгольмським передмістям. У Тумбі в Реннінге є станції на Стокгольмській передміської залізниці.
Тумба також має гімназію (Tumba gymnasium) з майже 1000 студентів. Компанія Alfa Laval Group була заснована в Тумбі Густафом де Лавалем і залишається в передмісті, так само як і ДеЛаваль, яка була створена з Альфа Лаваль у 1991 році.
Гурт Amon Amarth, що грає мелодійний дез-метал, також походить з Тумби.

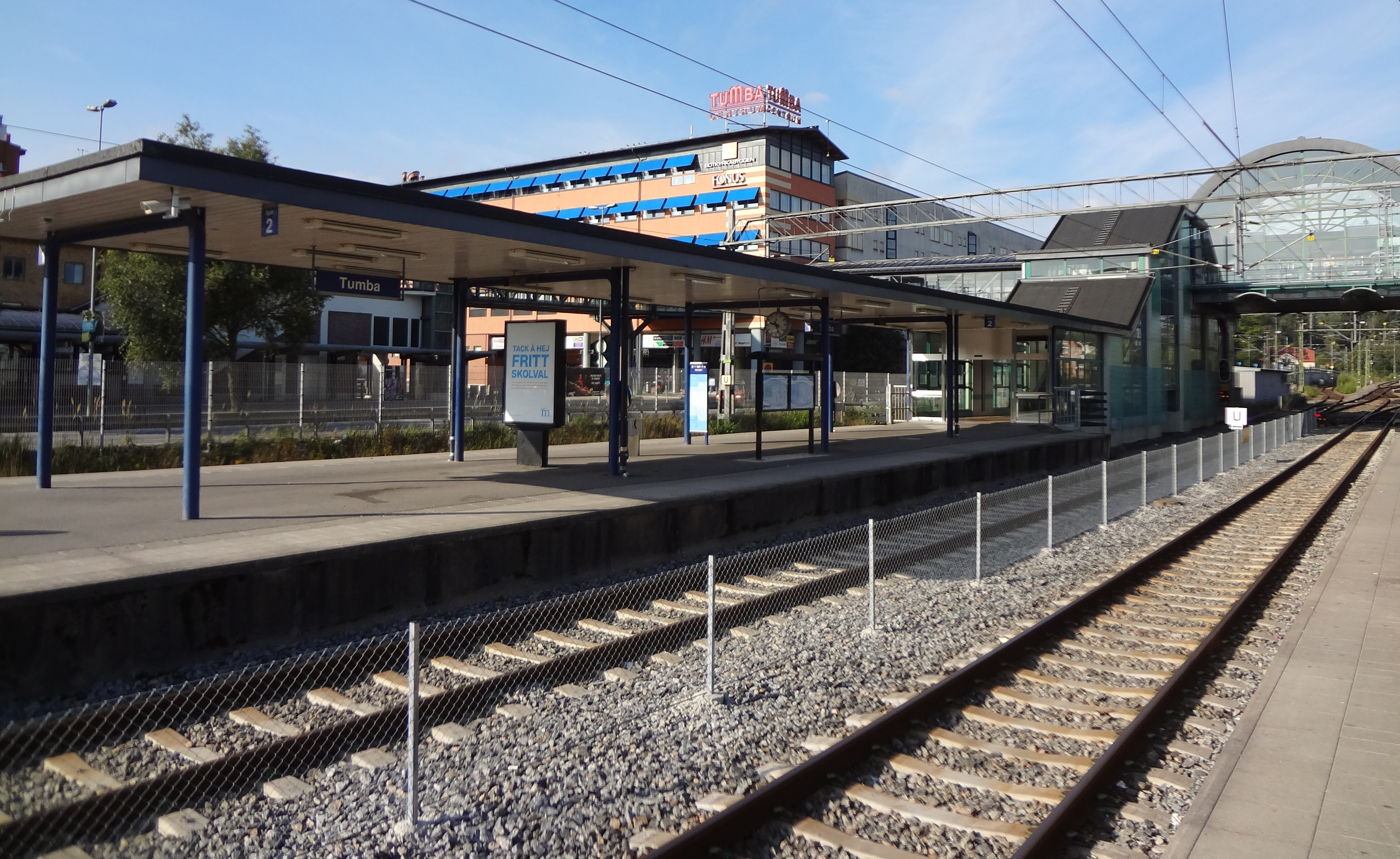
Залізнична станція

## Історія
Що відрізняє Тумбу від інших комун у північній частині Ботчирка є те, що вона не походить від великої ферми з історичними коріннями. Доісторичні люди переважно жили близько до берегів, а Тумба знаходиться у глибині країни, ось чому сліди людської діяльності під час передісторії відносно рідкі. Велика зміна відбулася протягом 1755 року, коли банк Швеції купив невелику ферму і почав виробництво паперу тут. Навколо паперового млина зросла громада, з якою з'явились школа і будинки для працівників. Наступний великою подією став прихід сюди залізниці 1860 року. Після цього місто почало рости навколо станції, внаслідок чого з'явились комерційні установи, поліція і кінотеатр. У 1894 році Де Лаваль купив Гамра Гард і перетворив його на ферму, що спеціалізується на переробці молока. Ферма згодом перетворилась на велике виробництво.